# Joseph Gaudérique Aymerich
Joseph Gaudérique Aymerich (Estagell, 20 de febrer del 1858 - Toló, 11 de juny del 1937) va ser un militar rossellonès que va fer carrera a les tropes colonials.

## Biografia
Orfe de pare als setze anys, a l'octubre del 1876 entrà a l'acadèmia militar de Saint Cyr, i amplià la seva formació a l'Escola de l'Arma d'Enginyers a Montpeller. Sortí de Saint-Cyr com a sotstinent del 15è. Regiment d'Infanteria de Línia (23 d'octubre del 1881), i al 12 desembre de l'any següent rebé el nomenament de tinent. El 1883 pertanyia al 29è batalló de Caçadors a Peu, basat a Castelsarrazin.
La seva carrera colonial s'inicià el 22 de desembre del 1884, quan va ser traslladat a Tunísia. L'1 de juny del 1885 era assignat al 4t Regiment d'Infanteria de Marina, i dues setmanes més tard era adscrit al 1r Regiment de Tiradors Tonkinesos. Amb aquesta unitat es distingí a la guerra de Tonkin, on va ser ascendit a tinent de primera classe el 5 d'octubre. En el decurs d'un reconeixement a Bao-Ha, però, va ser ferit al braç i la cuixa esquerres. El 18 de juny del 1887 va ser transferit al 2n Regiment d'Infanteria de Marina, unitat on rebé el galó de capità el 23 d'abril del 1888; pels mèrits contrets també havia estat nomenat cavaller de la Legió d'Honor el 5 de juliol del 1887 i havia rebut la medalla de la campanya de Tonkin.
Destinat a l'Estat Major el 12 de setembre del 1888, el 20 d'octubre arribà al Sudan. Això li permeté d'intervenir a la guerra que es produí a l'any següent al país africà, i d'obtenir-hi la barra "Soudan" de la Medalla colonial. Successivament va ser destinat al 1r Regiment d'Infanteria de Marina (12 d'octubre del 1889) i al 8è (3 d'abril del 1890). Al 26 d'agost de l'any següent passà al "Bataillon du Sénégal", unitat amb què combaté a la Segona Guerra del Dahomey del 1892-1893, i on va ser ascendit a capità de primera classe. També rebé la medalla de Dahomey.
Una nova destinació, al Regiment de Tiradors Annamites, el 14 de maig del 1895, el portà a la Cotxinxina com a oficial d'Estat Major. Al país asiàtic esdevingué Cap de Batalló i tornà, primer, al 8è Regiment d'Infanteria de Marina abans de ser reassignat al 4t novament. Fou nomenat cavaller de l'Orde del Drac d'Annam i oficial de l'Orde Reial de Cambòdia (1.1.1896).
Tornà al Senegal el 1898 i passà pel 1r Batalló de Marxa del Senegal i pel 14è Regiment d'Infanteria de Marina, amb el qual intervingué a la contesa de Costa d'Ivori, on també pertanyé al 2n Regiment de Tiradors Senegalesos (6.9.1900), al 6è Regiment d'Infanteria de Marina (29 de desembre del 1900) i al 8è Regiment d'Infanteria Colonial (16 de març del 1901, amb promoció a tinent coronel). El seu regiment va ser establert a Toló i Aymerich rebé l'ascens a oficial de la Legió d'Honor el 17 d'abril del 1902. Una nova destinació, aquesta a l'Estat Major de les Tropes de l'Àfrica Occidental (29 d'octubre del 1903) el portà a l'expedició del Níger. En el decurs d'aquesta, al 30 d'agost del 1907 rebé l'ascens a coronel amb comandament del 1r Regiment de Tiradors Senegalesos, primer, i dels regiments 7è i 24è d'Infanteria Colonial, després. Cinc anys més tard (23 de març del 1912) li foren atorgades les estrelles de general de brigada, i esdevingué Comandant superior de les tropes de l'Àfrica Equatorial l'11 de març del 1913, després d'haver manat la 6a Brigada. La primera guerra mundial portà l'enfrontament amb les tropes colonials alemanyes al Camerun: Garoua caigué el 1915, Yaoundé l'u de gener de l'any següent. La victòria sobre el capità Raben, que s'havia fet fort a Mora, permeté a francesos i anglesos partir-se el país conquerit, i el general Aymerich n'esdevingué Comissari de la República, càrrec que ocupà del 7 d'abril al 8 d'octubre, quan el reemplaçà Lucien Louis Fourneau. Durant el seu període de govern, Aymerich treballà per desgermanitzar el país, ja fos imposant el francès per llei, fa fos pressionant els missioners perquè obrissin escoles catòliques, ja fos creant noves circumscripcions per al bon govern del territori.
Reclamat a la metròpoli quan era comandant superior de la 2a Divisió d'Infanteria Colonial (22.6.1917-10.11.1917), poc després rebé el nomenament efectiu de general de divisió. Rebé els graus de comandant (24.12.1916) i Gran Oficial de la Legió d'Honor (5.3.1921), aquest darrer quan ja havia passat a la reserva el 15 de gener del mateix any. Des del 1922 pertangué a l'Académie du Var, a Toló, on va retirar-se, i el 1925, 1926 i 1931 en formava part de la Junta Directiva (n'era secretari general el 1926, si més no).
Així com en la seva joventut a l'acadèmia militar s'havia dedicat al dibuix al carbó, en les seves velleses Aymerich cultivà l'escriptura. Després de prologar (1928) el llibre del tinent coronel Jean Ferrandi sobre la conquesta del Camerun nord i el del general E. Howard Gorges sobre la Guerra Mundial a l'Àfrica occidental (1932), el 1933 publicà La conquête du Cameroun (1er août 1914-février 1916) (Paris: Payot), on hi contava la campanya militar i el seu mandat posterior com a Comissari de la República el 1916. També publicà els llargs articlesLe Drame de Mayjirgui i Administration aussi économique que possible du Caméroun, après la conquête, al Bulletin de l'Académie du Var 93 (1925)  Arxivat 2012-11-12 a Wayback Machine. p. 81-94, i 98 (1930)  Arxivat 2012-11-12 a Wayback Machine. p. 79-88, respectivament. Part de la seva documentació es conserva als Archives nationales d'outre-mer.